# Rhodeus sericeus
El ródeo (Rhodeus sericeus, Bloch, 1783)  es una especie de peces de la familia de los Cyprinidae en el orden de los Cypriniformes.

## Morfología
Los machos pueden llegar alcanzar los 11 cm de longitud total.

## Hábitat
Es un pez de agua dulce. Simbiosis de desove inusual con mejillones de agua dulce.

## Distribución geográfica
Se encuentra en Eurasia.